# 日野基本射撃場発砲事件
日野基本射撃場発砲事件（ひのきほんしゃげきじょうはっぽうじけん）は、2023年（令和5年）6月14日の午前9時8分頃に岐阜県岐阜市にある陸上自衛隊の日野基本射撃場で自衛官候補生が自衛官3人に向けて自動小銃を発砲し、2人が死亡した事件。

## 概要
2023年6月14日、岐阜県にある陸上自衛隊の日野基本射撃場では、午前9時頃から新隊員教育のための実弾射撃訓練が行われていた。この日が射撃訓練の最終日だった。自衛官候補生の1人であったZ（当時18歳）は、射撃位置前に設定された「準備線」と呼ばれる場所で、教官の指示のもと、他の候補生と共に実弾を受け取り、弾倉に装填する作業をしていたが、無断で銃（89式5.56mm小銃）に弾倉の装着を行った。待機場所の管理をしていたA3曹（当時25歳）がそれに気づき、Zに対して動きを止めるよう指示した。しかしZは9時8分頃、A3曹に対して発砲した。その後、後ろで実弾の管理や受け渡しを担当していたB1曹（当時52歳）の方に振り向き、歩いて近づきながらB1曹にも発砲。続けざまにB1曹と同じ「弾薬係」をしていたC3曹（当時25歳）に、さらにB1曹にもう1発を発砲した。その後Zは周囲の自衛官らに取り押さえられたが、その際にも壁に向けて数発を発砲した。A3曹は脇腹に、B1曹は胸部に2発、C3曹は左太ももに弾丸を受けた。A3曹とB1曹は心肺停止の状態で病院に搬送され、搬送先で死亡が確認された。C3曹も全治3ヶ月の重傷を負った。3人はともに守山駐屯地に所属していた。
銃を発射した候補生Zは、その場で身柄を拘束され、殺人未遂容疑で逮捕され、岐阜県警察に引き渡された。本事件は自衛隊施設内で発生したため、県警と警務隊による合同捜査となった。Zは「52歳の教官が狙いだった」と供述したと報じられた。15日、県警はZの容疑を殺人及び同未遂に切り替えて岐阜地方検察庁に送検した。7月20日から翌2024年1月18日まで、Zの事件当時の精神状態を調べるための鑑定留置が行われた。1月23日、岐阜地検は、弾薬を奪う目的での発砲であったとの判断に基づき、送検時の殺人及び同未遂から容疑を変更し、強盗殺人と同未遂の非行内容でZを岐阜家庭裁判所に送致した。2月19日、岐阜家裁はZの逆送致を決定した。同月28日、岐阜地検はZを強盗殺人と同未遂の罪で起訴した。
2024年4月18日、陸上幕僚監部内に設置された調査委員会による調査が終了し、調査報告書の一部が公表された。
2025年7月11日、岐阜地裁は弁護側が請求していたZの精神鑑定について実施を決定した。

### 容疑者
容疑者である自衛官候補生Zは、同年4月に守山駐屯地に駐屯する第35普通科連隊に入隊していた。9月20日、陸上自衛隊はZを懲戒免職処分にした。

## 反応

### 国内
- 浜田靖一防衛大臣は、国民に心配をかけたことを陳謝した上で、被害者への哀悼の意を表した[1]。
- 森下泰臣陸上幕僚長は会見を開き謝罪し、原因究明と再発防止を図るため、調査委員会を立ち上げたことを明らかにした[1]。
- 公明党の佐藤茂樹国会対策委員長は、与党の会合で原因解明と再発防止策、信頼回復に努めてほしいと述べた[1]。
- 鈴来洋志元陸将補は、事件が残念であると述べた一方、1984年（昭和59年）の訓練自衛官小銃乱射事件を思い出したと話した[24]。

### 日本国外
- イギリスの英国放送協会（BBC）などの国外メディアも、日本のニュースを引用しながら報道した[1][25][26][27][28]。

## 影響
- 陸上自衛隊では全国の射撃訓練を見合わせた[1]。
- A3曹は2曹に、B1曹は曹長に特別昇任した[29][30]。